# Abigaíl Mejia
Ana Emilia Abigaíl Mejía Solière (Santo Domingo, 15 de abril de 1895 - Santo Domingo 14 de marzo de 1941) conocida como Abigaíl Mejía, fue una feminista, sufragista, biógrafa, prosista, educadora y fotógrafa, política, periodista y la primera reportera transnacional y corresponsal dominicana. Es de República Dominicana considerada pionera del feminismo en su país y del arte fotográfico "con mirada de mujer". Ocupó el cargo de Directora del Museo Nacional, ejerció como profesora en la Escuela Normal Superior y fue fundadora de la organización Nosotras, dirigida a la formación de mujeres pobres, y de Acción Feminista Dominicana, la primera organización feminista del país. Los mayores aportes biográficos para el estudio de la vida y obra de Abigail Mejía lo ha realizado Ylonka Nacidit-Perdomo desde 1995. Posteriormente, en el 2008 se cuenta el movimiento de emancipación de las mujeres de la República Dominicana, lo cual fue posible por la Contra-Historia escrita por Nacidit-Perdomo denominada Las Sufragistas la cual fue llevada a la televisión en exclusiva por la productora Jatnna Tavarez y la cineasta Martha Checo, siendo el primer documental que desde la perspectiva de género se realiza en Santo Domingo.

## Trayectoria
Nació en la ciudad colonial de Santo Domingo, en la calle Consistorial (hoy calle Arzobispo Meriño), número 68. Su madre fue Carlota Solière de Wint y su padre Juan Tomás Mejía Cotes, Ministro de Justicia, Fomento e Instrucción Pública del gobierno de Ulises Heureaux, opuesto a las enseñanzas hostosianas y uno de los intelectuales que iniciaron la polémica positivistas-católicos. El matrimonio se divorció en 1904, cuando su hija tenía nueve años, y dos años más tarde, el 1 de octubre de 1906, fallece su padre. 
Cursó sus estudios primarios en la escuela de señoritas Salomé Ureña de Henríquez y los secundarios en el Liceo Dominicano.

### Estancia en Europa
Vivió su adolescencia entre Barcelona y París donde viajó con su madre y sus hermanos en 1908, dos años después del fallecimiento de su padre.  
En 1912 se graduó en la Escuela Normal de Maestras de Barcelona, siendo alumna de Maria Montessori. Dos años más tarde y aún en Barcelona, empieza a publicar en la revista El Hogar y La Moda. Así mismo, en esta ciudad fue asidua del estudio de fotografía París, ubicado en la Plaza de Cataluña.    
Desde su residencia en España realizó diversos viajes por Europa que plasmaba en las crónicas de sus diarios. Iba siempre acomompañada de una cámara Kodak Vest Pocket  donde recogía imágenes de sus trayectos por barco, tren o automóvil. La Primera Guerra Mundial, le sorprendió residiendo en París, lo que le hizo decidir volver a España, a San Feliu de Llobregat, donde inicia su labor docente en el Colegio Ibérico.
En 1919 escribió para la revista La Cuna de América una serie titulada Hojas de un Diario Viajero narrando desde su partida de Barcelona, pasando por Cádiz y La Coruña en mayo de este mismo año. En sus imágenes que publicaría y mostraría más tarde, según la investigadora Ylonka Nacidit-Perdomo, se muestra como una auténtica pionera en la fotografía "con mirada de mujer", en contraste con la mirada de los retratistas que comunicaron "sólo estándares del eterno femenino (la mujer hermosa, tímida y resplandeciente, la niña, la “señorita” o “señora” de la alta sociedad), siendo el elemento focal de su atención estereotipar a la belleza a través del arte del retrato, haciendo que la mujer posara para la cámara."

### Regreso a Dominicana
En España residió hasta 1925, año en que regresó a República Dominicana tras once años de ausencia de su ciudad natal. En 1926 se integra al profesorado de literatura, pedagogía e historia de la Escuela Normal Superior de Santo Domingo. Este mismo año publican dos trabajos suyos que serán las dos primeras fotografía tomadas por una mujer para ilustrar un artículo de fondo en la revista La Opinión, Revista Semanal Ilustrada (Año III, Vol. 15, Núm. 139 (3-IX-1925), s/p) de Santo Domingo.
En 1926 publicó en la revista Blanco y Negro Plan acerca de la fundación de un Museo Nacional en Santo Domingo, con sus reflexiones y observaciones para llevar a cabo tal empresa basadas en sus visitas y conocimiento de los museos del Prado, Louvre y la Pinacoteca del Vaticano. En 1929 viaja a Barcelona, a la Exposición Internacional, continuando su recorrido por los museos de Granada, Sevilla y París.
Tuvo bajo su responsabilidad la fundación y dirección del Museo Nacional, cargo en el cual permanecería hasta su fallecimiento. Escribió la primera historia de la literatura dominicana en el año 1937 y posteriormente publica en 1939 el primer catálogo editado en la República sobre un Museo.
Abigail Mejía recibió póstumamente la Órden del Mérito Juan Pablo Duarte en el grado de Comendador por el gobierno de Joaquín Balaguer, en el año 1995, por el centenario de su natalicio. Fue trasladada en fecha 28 de septiembre de 2023 al Panteón Nacional, lugar donde reposan los restos de los dominicanos más célebres de la historia nacional.

## Pionera del feminismo
Abigaíl Mejía es considerada, junto con Petronila Angélica Gómez y Delia Weber, pionera del feminismo de la República Dominicana. En 1925, cuando regresa a su país tras años de ausencia, ya tiene en mente el propósito de extender el feminismo a todas las provincias, como expresa en una carta dirigida a Petronila Angélica Gómez. 
Mejía creía en la educación y era partidaría de “sembrar ideas” de crear una “limpia y sosegada conciencia” en las mujeres. Fue fundadora del Club Nosotras en 1927, organización que se constituyó con el fin de "despertar el espíritu de solidaridad, propugnar por el mejoramiento del niño y de la mujer y crear un ambiente favorable a todas las manifestaciones culturales”. Años más tarde, en 1931, fundó Acción Feminista Dominicana, (AFD), primera organización feminista del país. El 14 de mayo de 1931, escribió el Primer manifiesto feminista reclamando el derecho al voto y a la igualdad entre hombres y mujeres en la Constitución de la República Dominicana. En 1932 publica Ideario feminista en la edición dominical del Listín Diario, reeditado en folleto en 1933 y en 1939, en donde analiza el carácter sexista de la sociedad desde una mirada histórica. Escritos y aportes en donde Mejía hace planteamientos estatégicos y análisis sobre las estructuras de dominación que le han valido ser reconocida como una de las principales pioneras y referentes del feminismo dominicano. 
Abigaíl Mejía falleció el 14 de marzo de 1941, un año antes de que las dominicanas obtuvieran el derecho al voto en 1942.